# Elverum Håndball
L'Elverum Håndball è una squadra di pallamano maschile norvegese con sede ad Elverum.

## Palmarès
- Campionato norvegese: 4

2012-13, 2016-17, 2017-18, 2019-20
- Coppa di Norvegia: 4

2009-10, 2017-18, 2018-19, 2019-20

## Rosa
Portieri
- 1  Jesper Johan Gulliksen
- 12  Emil Kheiri Imsgaard
- 16  Thorsten Fries
- 26  Nicolas Aaron Robinson

Ali
Sinistre
- 21  William Nilsen-Nygaard
- 71  Alexander Blonz

Destre
- 2  Oscar Kvernes
- 4  Christopher Hedberg
- 19  Luc Abalo

Pivot
- 5  Kristian Hübert Larsen
- 20  Endre Langaas
- 29  Søren Tau Sørensen
- 44  Thomas Solstad

Terzini
Sinistri
- 9  Simen Holand Pettersen
- 14  Niclas Fingren

Centrali
- 15  Tobias Grøndahl
- 70  Josef Pujol

Destri
- 7  Simen Schønningsen
- 18  Edwin Aspenbäck
- 23  Dominik Máthé